# Arriach
Arriach – gmina uzdrowiskowa w Austrii, w kraju związkowym Karyntia, w powiecie Villach-Land. Liczy 1377 mieszkańców (1 stycznia 2015).

## Współpraca
Miejscowość partnerska:
- Wain, Niemcy